# Achaearanea oculiprominens
Achaearanea oculiprominens är en spindelart som först beskrevs av Saito 1939.  Achaearanea oculiprominens ingår i släktet Achaearanea och familjen klotspindlar. Inga underarter finns listade i Catalogue of Life.